# Burg Södel
Die Burg Södel, auch Schloss Södel genannt, ist der Rest einer Höhenburg auf 169 m ü. NHN im Ortsteil Södel (Burgstraße 5) der Gemeinde Wölfersheim im Wetteraukreis in Hessen. Die Burg wurde im 16. und 17. Jahrhundert zum Schloss umgebaut, die Wehrmauern und Gräben geschleift bzw. zugeschüttet. Der zweifach verlängerte und aufgestockte Bau des Herrenhauses wirkt durch seine Vergrößerung und seine Lage auf dem Hügel malerisch, ist heute aber durch starken Verfall in seinem Bestand bedroht.

## Geschichte
Ort und Vorgängerburg kamen 1418 aus dem Falkensteiner Erbe an die Grafen zu Solms-Lich. Alle Wehrmauern und Schutzgräben sind heute verschwunden. Die Burg Södel (Schloss Södel) wurde in der zweiten Hälfte des 16. Jahrhunderts als Witwensitz der Fürsten zu Solms-Lich neu erbaut, worauf die Jahreszahl 1579 an einem versetzten Portal hinweist. Graf Ernst zu Solms-Lich ließ das Herrenhaus von 1607 bis 1611 vergrößern und das Fachwerkobergeschoss aufsetzen. Von 1610/11 bis 1622 war in der Burg eine Münzstätte untergebracht.
Bis zur Mediatisierung im Jahre 1806 war sie in solmsischem Besitz. Danach wurde das »bautypologisch und territorialgeschichtlich bedeutsame Gebäude« im 19. Jahrhundert als Familienwohnraum genutzt. Seit Renovierungsversuchen in den 1970er Jahren kümmert sich niemand mehr um das Gebäude.

Ansichten 2014
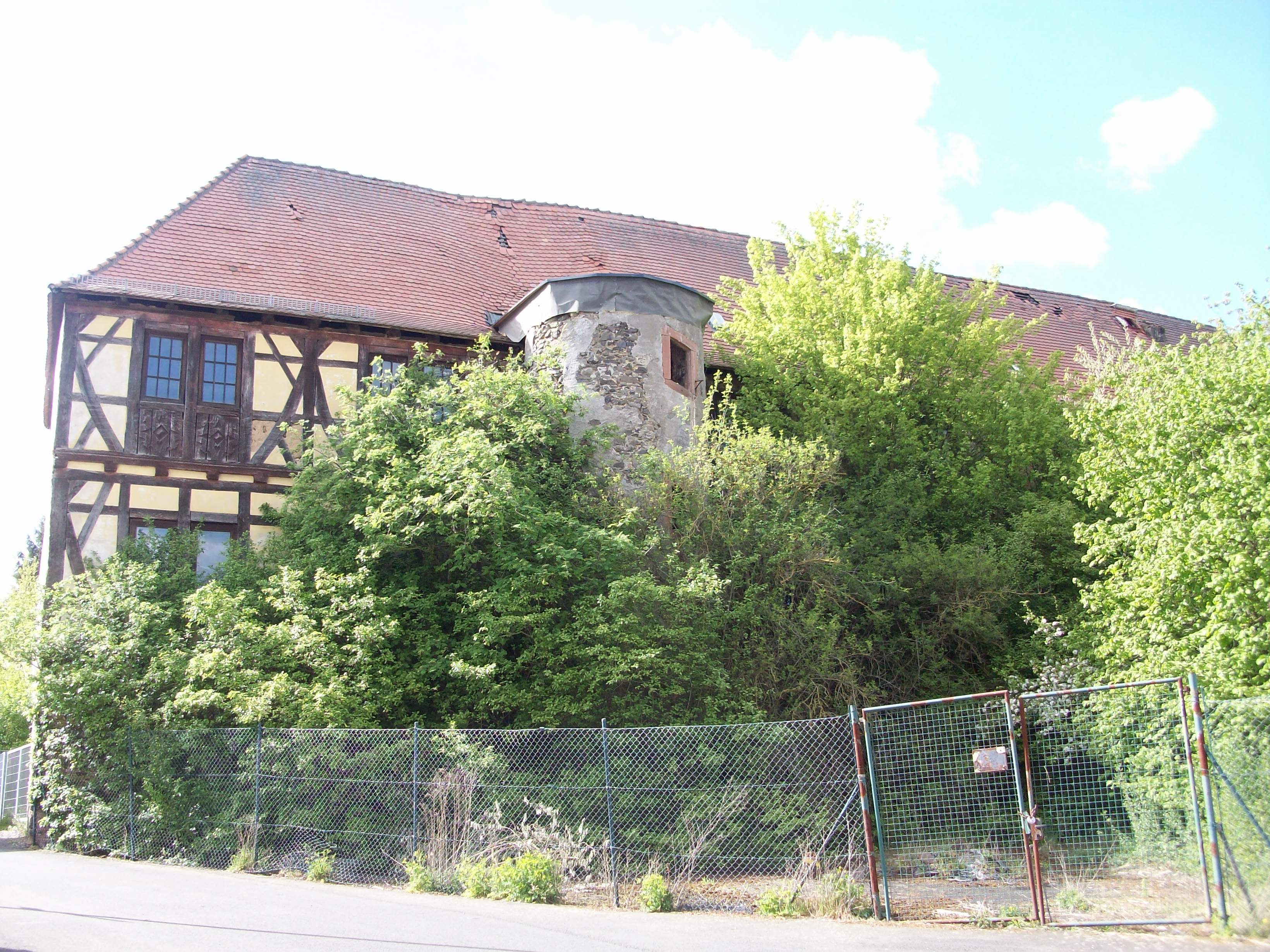
Burg Södel: Gesamtansicht, im Verfall, stark sanierungsbedürftig, einsturzgefährdet, Betreten verboten
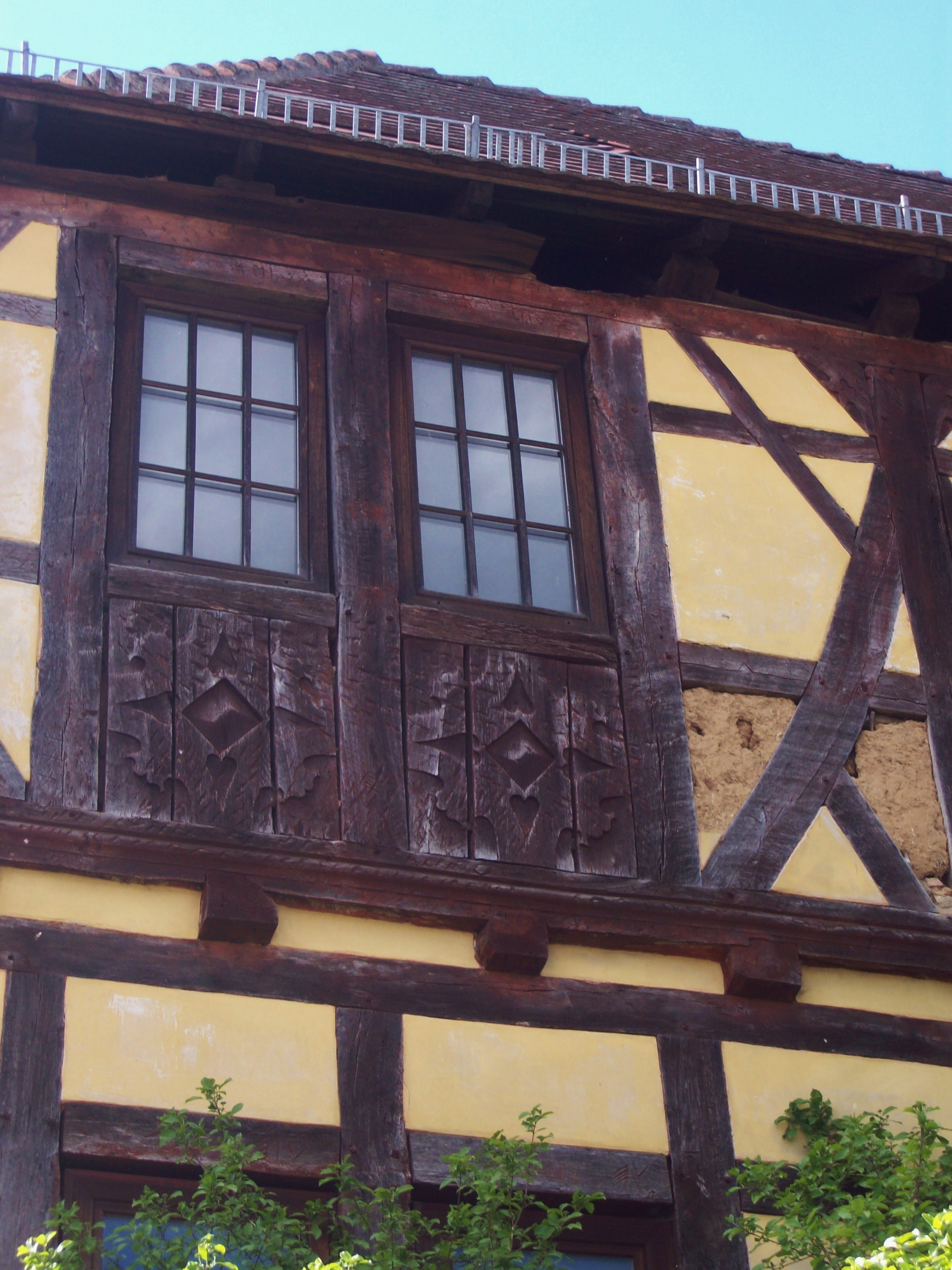
Burg Södel: Detail des Fachwerk-Obergeschosses
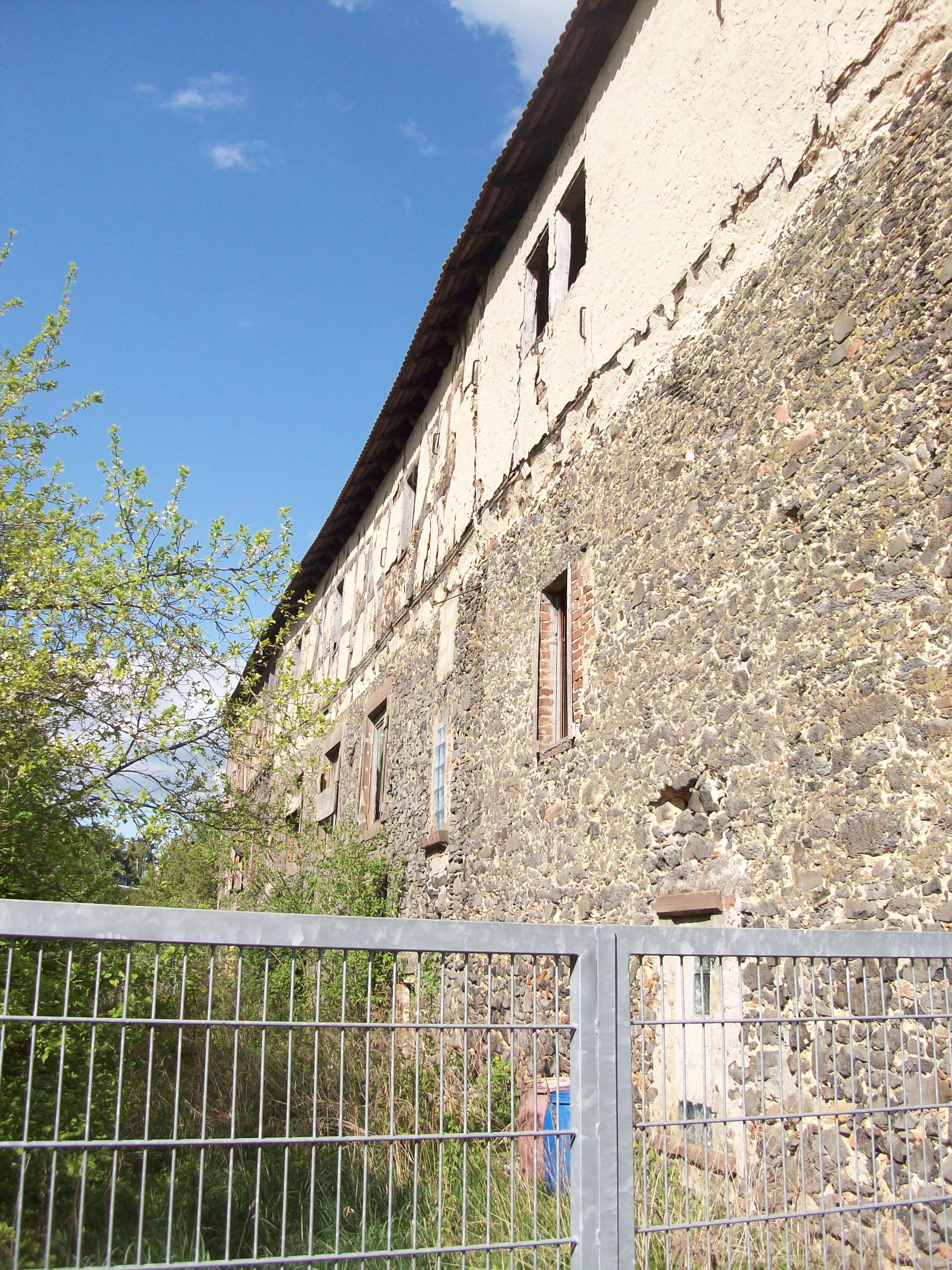
Burg Södel: Rückansicht, abgesperrt

## Beschreibung
Bei dem Bau handelt es sich um einen langgestreckten dreigeschossigen Rechteckbau mit Fachwerkobergeschoss und rundem Treppenturm, dessen repräsentative und Eingangsseite dem Ortsteil Södel zugewandt ist. Das Relief eines stehenden Löwens an der Westseite ist auf die erste Bauzeit zu datieren und die Portale auf 1607 und 1611. In das frühe 17. Jahrhundert ist der nördliche Gebäudeabschnitt zu datieren.
Das Haus setzt sich aus drei Teilen zusammen, deren Trennung durch Baufugen bzw. verschiedene Fachwerkgeschosse deutlich zu sehen ist. Der mittlere Bauteil bildet den Kern des Herrenhauses und ist am Ältesten. Es wurde zunächst nach Süden erweitert und mit dem Treppenturm aufgebaut, später erfolgte eine Verlängerung nach Norden. Das Bauwerk ist nördlich des Treppenturms zweigeschossig massiv erbaut. Darüber befindet sich ein Fachwerkstock. Der Teil südlich des Treppenturms ist hofseits nur im Erdgeschoss massiv und weist zwei Fachwerkstockwerke auf, deren letztes mit geschnitztem Holzwerk im Fensterbereich versehen ist. Am Treppenturm ist der oberste Stock aus Fachwerk in polygonalen Rundbau und hat ein nur teilweise verputztes Bruchsteinmauerwerk im unteren Bereich. Die ehemals barocke Haube befindet sich heute nicht mehr auf dem Turm.
Der südliche Baukörper zeigt auf der Hofseite ein spitzbogiges Portal mit abgefastem Gewände. Die Fachwerk-Stockwerke sind drei Gefache hoch, Streben und Kopfknaggen sind jeweils mit Kopfbändern verziert. Die Brüstung ist im ersten Geschoss mit Andreaskreuzen und Füllbrettern mit flachem Ornamentrelief beziehungsweise profilierten Fußbändern im zweiten Geschoss verziert, die in die zweite Hälfte des 17. Jahrhunderts gelegt werden. Der viergeschossige Treppenturm ist rund. Seine Fenstergewände folgen dem linksläufigen Wendeltreppenverlauf, das Eingangsportal ist entgegen den anderen Eingängen rechteckig.
Weiter nördlich des Treppenturms hat das Schloss im Erdgeschoss ein neueres Segmentbogentor und ein spitzbogiges Portal mit abgefastem Gewände. Dies war wohl der ursprüngliche Zugang zum Herrenhaus. Das Fachwerk des Obergeschosses entspricht in etwa dem südlichen Bauteil.
Der nördlichste Bauteil hat hofseitig im Erdgeschoss eine größere rundbogige Durchfahrt und daneben ein spitzbogiges Portal. Beide sind mit Wulst und Kehle profiliert und gestäbt, das Profil am unteren Ende verbindet Portal und Tor. Der Portalsturz weist die Jahreszahl 1579 aus. Es handelt sich vermutlich um ein von anderer Stelle herversetztes Portal. Das Tor auf der Rückseite ist rundbogig, mit Diamantquadergewände, die innere Kante sowie das seitliche Gewände sind gestäbt mit Rundstab und Kehle. Über der Durchfahrt befindet sich ein Inschriftstein zwischen zwei Fenstern mit dem Text: „Hier befanden sich das Wappen des Grafen Ernst zu Solms-Lich und seiner Gemahlin der Gräfin Anna von Gansbach“, darüber eine Spolie, bezeichnet „Dern“, „Johann“, „1611“, der rechte Teil des Steines ist verwittert.
Alle Fenster sind unregelmäßig verteilt. Auf der Rückseite im nördlichen Bauteil im ersten Obergeschoss befindet sich rechts oberhalb des Tores eine vorkragende Konsole, im mittleren Bauteil zwischen zwei Fenstern befand sich der Reliefstein mit einem schräg heraustretenden Löwen.
In der heute verbauten Durchfahrt befindet sich auf der Nordseite ein rundbogiges Portal, bezeichnet mit der Jahreszahl 1607, und hat ein Gewände mit Karniesprofil und innerer Fase.

## Heutige Nutzung
Das Schloss ist gegenwärtig (2023) und schon seit Jahren abgesperrt, ungenutzt und ohne Bauunterhalt. Im unteren Bereich ist es fast komplett zugewachsen. Das Dach ist undicht und viele Fenster zerschlagen, das gesamte Anwesen ist von starkem Verfall bedroht und einsturzgefährdet. Verantwortlich für den allmählichen Verfall ist der Eigentümer, der der Gemeinde zwar bekannt, mit dem aber in der Vergangenheit keine Kontaktaufnahme möglich gewesen sei.